# Zygina luteipennis
Zygina luteipennis är en insektsart som beskrevs av Claudius Rey 1894. Zygina luteipennis ingår i släktet Zygina och familjen dvärgstritar. Inga underarter finns listade i Catalogue of Life.